# Meteorium squamidioides
Meteorium squamidioides är en bladmossart som beskrevs av Aloysio Sehnem 1980. Meteorium squamidioides ingår i släktet Meteorium och familjen Meteoriaceae. Inga underarter finns listade i Catalogue of Life.